# دریای آرام
دریای آرام (به انگلیسی: The Calm Sea) یک نقاشی با تکنیک رنگ روغن بر روی بوم اثر گوستاو کوربه نقاش فرانسوی در اواسط قرن نوزدهم است. نقاشی منظره ساحل نرماندی را نشان می‌دهد. این نقاشی در مجموعه موزه متروپولیتن قرار دارد.